# Horst Döll
Horst Döll (* 26. Februar 1918 in Erfurt; † unbekannt) war ein deutscher Politiker und Funktionär der DDR-Blockpartei National-Demokratische Partei Deutschlands (NDPD). 

## Leben
Horst Döll war der Sohn eines Kaufmanns aus der Stadt Erfurt in der preußischen Provinz Sachsen. Dort besuchte Döll das Realgymnasium und die Handelsschule. Danach nahm er 1936 eine zweijährige kaufmännische Lehre auf. Nach Ausbruch des Zweiten Weltkrieges wurde er zur Wehrmacht eingezogen. Gegen Ende des Krieges geriet er in Gefangenschaft. Nach seiner Rückkehr war er in seiner Geburtsstadt als Angestellter, Inhaber und zuletzt 1958 bis 1972 als Komplementär des Unternehmens Julius Gassmann KG Erfurt tätig. 
1962 begann Döll parallel zur Berufstätigkeit ein Sonderstudium für Komplementäre an der Hochschule für Ökonomie Berlin, das er im Folgejahr als Diplomwirtschaftler abschloss. 1966 wurde er in Berlin zum Dr. rer. oec. promoviert. Seine Dissertation behandelte „Leitungsmäßige Probleme der Betriebe mit staatlicher Beteiligung nach Einführung des neuen ökonomischen Systems der Planung und Leitung der Volkswirtschaft im Bauwesen“. Ab 1972 war er Direktor des VEB (B) Ausbau Erfurt (ehemals Bauplast Weimar).
Döll wurde mit dem Vaterländischen Verdienstorden in Bronze und Silber (1978) ausgezeichnet.

## Politik
Er trat 1958 der nach dem Zweiten Weltkrieg in der Sowjetischen Besatzungszone neugegründeten NDPD bei. Als Funktionär der Partei gehörte er von 1963 bis 1967 dem Bezirksvorstand Erfurt und ab 1967 dem Präsidium des Hauptausschusses an. Bei den Wahlen zur Volkskammer war Döll Kandidat der Nationalen Front der DDR im Wahlkreis 22. Von 1963 bis 1986 war er Mitglied der NDPD-Fraktion in der Volkskammer der DDR.